# Vèncer
Vèncer (títol original en italià Vincere) és una pel·lícula italiana basada en la vida de la primera esposa de Benito Mussolini, Ida Dalser. Fou protagonitzada per Giovanna Mezzogiorno com a Dalser i Filippo Timi com a Mussolini. Fou dirigida per Marco Bellocchio, qui també va escriure el guió juntament amb Daniela Ceselli, i fou estrenada el 22 de maig de 2009 a Itàlia. Va ser l'única pel·lícula italiana en competició al 62è Festival Internacional de Cinema de Canes.
Va guanyar quatre Hugos de Plata al Festival Internacional de Cinema de Chicago (millor actor (Filippo Timi), millor actriu (Giovanna Mezzogiorno), millor director i millor fotografia (Daniele Ciprì). i va guanyar quatre Nastro d'Argento (actriu (Giovanna Mezzogiorno), fotografia, muntatge i direcció artística). Giovanna Mezzogiorno fou recompensada amb el premi a la millor actriu de la National Society of Film Critics de 2010. Ha estat doblada al català.

## Sinopsi
La pel·lícula s'estrena el 1907, amb Ida Dalser veient un discurs del jove periodista i socialista Benito Mussolini. Immediatament s'enamora d'ell, i comencen una tòrrida aventura. Mussolini inicialment s'oposa a la participació italiana a la Primera Guerra Mundial, però després reverteix la seva posició. Això condueix a la seva expulsió del Partit Socialista Italià, i desenvolupa una nova filosofia política, que es convertirà en el feixisme. Decideix començar un diari per exposar els seus punts de vista i Dalser ven totes les seves pertinences per finançar-lo. Tenen un fill, Benito Albino, després Mussolini va a la guerra, i Dalser no en té notícies durant molt de temps. Quan ho fa, està a l'hospital recuperant-se de les ferides, però quan va a visitar-lo, troba que té una nova dona i una filla. Dalser insisteix que està casat legalment amb ella, però ell ho nega.
A partir d'aleshores, Mussolini apareix a la pel·lícula només en les telenotícies reals, reflectint el fet que Dalser no tornarà a veure'l mai més en persona. A principis dels anys vint, va ser el líder d'Itàlia i va concloure un concordat amb el Vaticà. Dalser intensifica la seva campanya per demostrar que és l'esposa de Mussolini i que el seu fill, Benito Albino, és legítim. Veu que tota la força de l'estat feixista es gira contra ella. Intenta demanar asil a França i, quan continua protestant des d'allà, escrivint als diaris i, fins i tot, al papa, Benito Albino es compromet a un asil diferent. Dalser es torna gradualment boja. Tot i que la pel·lícula acaba amb una llista capciosa que enumera la causa oficial de les seves morts (Dalser el 1937 i Benito Albino el 1942), les seves darreres escenes insinuen la possibilitat que un o els dos fossin assassinats.

## Repartiment
- Giovanna Mezzogiorno - Ida Dalser
- Filippo Timi - Benito Mussolini i Benito Albino Mussolini
- Michela Cescon - Rachele Guidi
- Fausto Russo Alesi - Riccardo Paicher
- Pier Giorgio Bellocchio - Pietro Fedele
- Corrado Invernizzi - Doctor Cappelletti
- Nataliya Kozhenova - Suora

## Recepció
La pel·lícula va rebre una aclamació universal per part de crítics de cinema, amb una valoració de 85 del lloc global de revisió Metacritic, així com una qualificació del 92% "fresca" de Rotten Tomatoes amb el consens del lloc: "Part tractat polític, part melodrama, biopic de Mussolini de Marco Bellocchio no deixa de banda els detalls històrics a favor d'absorbir l'emoció i ofereix un aparador per a una impressionant actuació de Giovanna Mezzogiorno."
Vincere va ser ben rebut pels crítics francesos durant el 62è Festival Internacional de Cinema de Canes (2009) i se la va considerar com a possible aspirant a Palma d'Or, juntament amb Un profeta de Jacques Audiard i Das weiße Band de Michael Haneke.

## Guardons
La pel·lícula va obtenir un total de 42 premis, entre ells el de millor actriu a la 55a edició dels Premis Sant Jordi de Cinematografia, un total de 8 David di Donatello (millor director, fotografia, escenografia, vestuari, make-up, perruqueria, muntatge i efectes visuals) dos Ciak d'Oro (fotografia i muntatge) quatre Nastro d'Argento (actriu, fotografia, muntatge i direcció artística), quatre Premis Berenice i dos Globus d'Or italians.